# Kanlıca

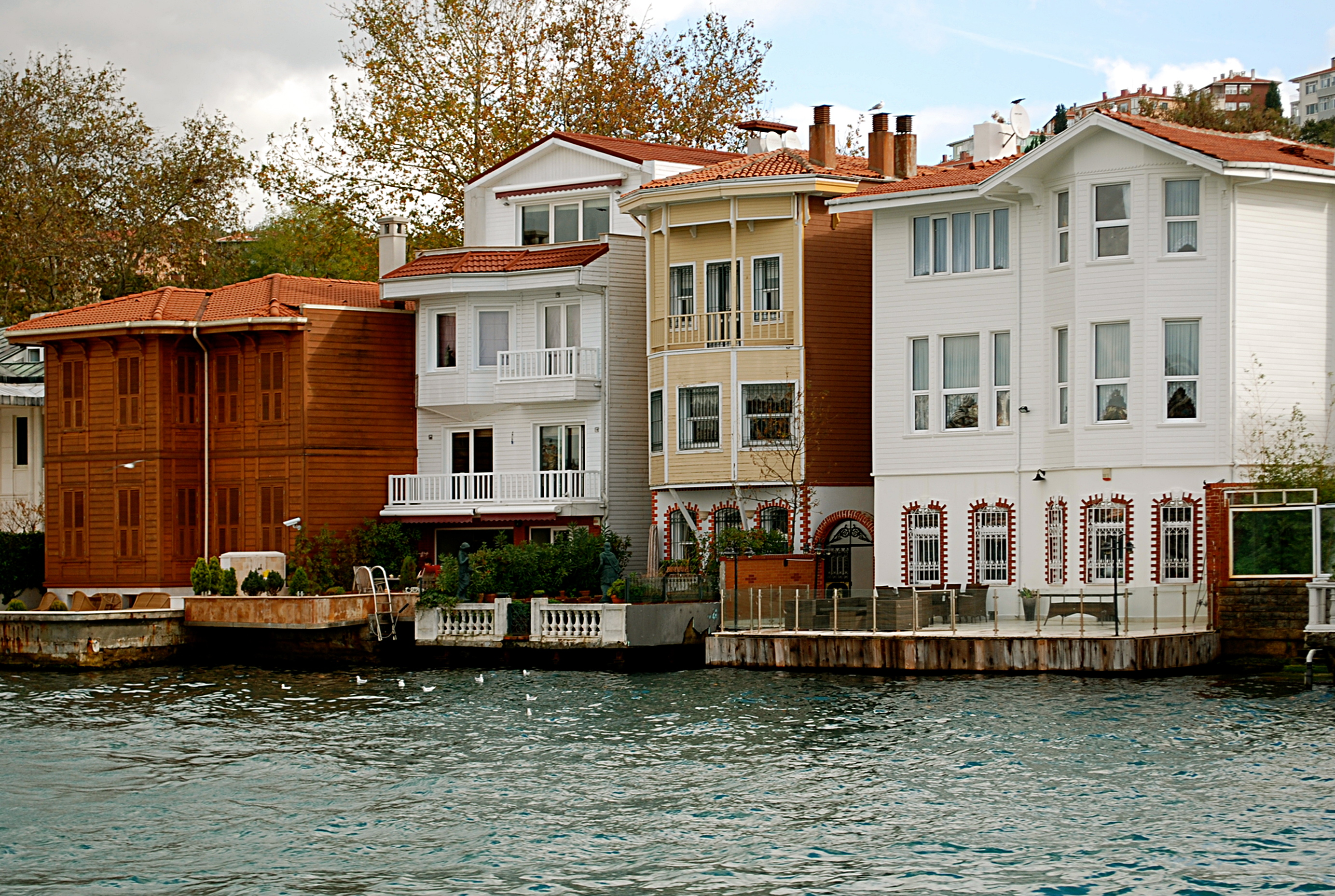
Hus vid Bosporens strand i Kanlıca.

Kanlıca är en by precis norr om Fatih Sultan Mehmet-bron på den anatoliska, östra stranden, av Bosporen i Turkiet. Byn är idag en del av Istanbul, och ingår i distriktet Beykoz. 
I Kanlıca finns en moské ritad av Mimar Sinan. Kanlıca är berömt för sin yoghurt som görs på en mix av ko- och fårmjölk. Längs strandlinjen finns sjönära hus, kända som Yalı, som är typiska för bebyggelsen längs Bosporens strand.